# Cantón de Digne-les-Bains-Este
El cantón de Digne-les-Bains-Este era una división administrativa francesa que estaba situada en el departamento de Alpes de Alta Provenza y la región de Provenza-Alpes-Costa Azul.

## Composición
El cantón estaba formado por tres comunas más una fracción de otra:
- Digne-les-Bains (fracción)
- Entrages
- La Robine-sur-Galabre
- Marcoux

## Supresión del cantón de Digne-les-Bains-Este
En aplicación del Decreto nº 2014-226 de 24 de febrero de 2014, el cantón de Digne-les-Bains-Este fue suprimido el 22 de marzo de 2015 y sus 4 comunas pasaron a formar parte del nuevo cantón de Digne-les-Bains-1.